# 대주혜해
대주혜해(大珠慧海, ? ~ ?)는 중국 당나라 시대의 선사이다. 처음에는 월주의 대운사 도지의 제자였으나, 나중에 마조도일의 제자가 됐다. 당시에는 백장회해나 남전보원보다 더 유명했다.

## 일화
대주혜해가 강서로 가서 마조도일을 만났다. 마조도일이 대주혜해에게 어디서 오느냐고 물었다. 대주혜해는 월주 대운사에서 왔다고 하였다. 마조도일이 여기에 무엇을 구하러 왔냐고 물었다. 대주혜해는 불법을 구하러 왔다고 하였다.
마조도일은 대주혜해에게 자기 보배창고는 던져버리고, 사방으로 다니면서 무엇을 구하려하느냐고 하면서, 나에게는 한 물건도 없는데 무슨 불법을 구하려 하느냐고 했다. 대주혜해가 절을 하고는, 어떤 것이 자신의 보배창고이냐고 물었다.
마조도일은 온갖 것이 스스로 구족하여 조금도 모자람이 없어 자유롭게 사용할 수가 있는데, 어찌 밖에서 구하려 하느냐고 말했다. 대주혜해가 이 말에 크게 깨닫고는 마조도일을 6년 동안 시봉했다.